# Вицко Змајевић
Вицко Змајевић (Пераст, 23. децембар 1670 — Задар, 1745) био је надбиксуп барски и примас Србије, каснији надбикскуп задарски.
Римокатолички црквени достојанственик, писац и политичар. Једна од најистакнутијих личности у Далмацији прве половине 18. вијека. Био је апостолски визитатор за српске земље под османлијском влашћу, поборник глагољице и мецена. Посебну је пажњу посветио унапређењу српског књижевног и народног језика (од њега називаног илирским или далматинским именом), а у Задру је основао богословију за свјештенике глагољаше. Његовом заслугом поред Задра је насељено више од 500 покатоличених избјеглица који су живјели поред Скадарског језера (Шестани и Крајина), чиме је установио насеље Арбанаси.
Црквену каријеру је започео студирањем богословља и мудрословља при Урбановом колегијуму односно Колегијуму за пропаганду вјере у Риму, а затим је дјеловао као опат обитељи св. Ђорђа поред Пераста и свјештеник цркве св. Николе у Перасту (1695 – 1701). Папа Климент XI га је именовао у тридесетој години (1701) барским надбискупом и примасом Србије и администратором Будванске дијецезе као и апостолским визитатором за Србију, Албанију, Македонију и Бугарску. Због несигурних услова живота у Бару повукао се 1706. у родни Пераст одакле је, због антиправославног дјеловања и опасности од освете 1710. године отишао у Котор. Из истих разлога напушта и Котор тражи премјештај у Задар. Исти папа га постава за задарског надбискупа 1713. године, али и даље задржава наслов апостолског визитатора за земље под османлијском влашћу. Од 1737. његова визитаторска права су проширена и на Босну.

## Оснивач Арбанаса
Залагањем Вицка Замјевића уселило се од 1726.- 1733. године у непосредној близини Задра више од 500 покатоличених и дјеломично језички албанизираних (расрбљених) српских избјеглица с подручја Скадарског језера, чиме је установио насеље Арбанасе.
Многе јавне личности данашње Хрватске су потомци досељеника, који су код Задра (насеље Арбанаси, Земуник...) доселили залагањима Вицка Змајевића, или након његовог живота. Тако, у ту категорију спадају пјевачи Томислав Ивчић, Младен Грдовић, глумица Дорис Пинчић, политичар Божидар Калмета  и бројни други.

## Прогонитељ православља
Као задарски надбискуп у раздобљу када је, понајвише млетачким настојањем, у Далмацију досељено бројно становништво православне вјероисповијести (које он назива Србима и шизматицима), Змајевић се од доласка у Задар суочавао с тежњама православног српских патријараха и владика да установе своје, српско православно владичанство на подручју Далмације. Змајевић и тада активно политички дјелује у правцу сузбијања вјерских права православних Срба Далматинаца да имају свога владику, јер је имао планове да их све покатоличи. И док је био у Перасту и Котору на себе је навлачио гњев не само православних Срба него и толерантнијих католика, који су били за миран суживот са православцима. Тако је митрополиту скендеријско-приморском Данилу Петровићу 1718. замјерао на одржавању црквене литије у Котору и онемогућио му изградњу православне цркве у већински православној Будви. Замјерао је и католичком свјештенику Марковићу из Будве што му се сестра удала за православца а из родног Пераста је побјегао јер му се и родбина (католици) побунила против његових антиправославних сплеткарења. Поткупљивао је турске власти да се римокатолицизам шири и на њиховој територији..

## Дјела
Вицко Змајевић је 1721. написао богословско дјело на италијанском, Разговор између католика и Србина (Dialogo tra il Cattolico e Seruiano). Исте године саставља и спис Срби све од почетка (Li Seruiani sino dal principo)  Око 1720. појављују се два његова списа на италијанском језику: Извјешће о избору једног новог српског бискупа у Далмацији којег је именовао српски патријарх. Српски обред. (Informatione circa eletione d un nouo Vesco Seruiano in Dalmazia. Il Tito Serviano). Други је: Српски обред различит сада од грчкога због многих заблуда (Il Rito Seruiano differente hora dal Greco per li multiplici errori).

## Поборник глагољице и градитељ цркава
Змајевић је током цијеле своје надбискупске службе био ватрени поборник употребе глагољице и илирског језика (којим се по њему говори и у Македонији ) у црквеном богослоужењу. Већ 1725. године пише о идеји оснивања богословије које ће бити намијењено образовању илирског (односно српског) свјештенства. Та се замисао почела испуњавати 1735, када је саграђена зграда уз заднискупску палату. За отварање богословије недостајао је новац па је Змајевићеву замисао довршио насљедник Сплићанин Мате Караман, који је 1. маја 1748. отворио задарску илирску богословију. Циљ оснивања богословије је био двострук. Одшколовати кадар који ће покатоличити православне али и не допустити да се романизују. Био је незадовољан што су му Млечани саботирали труд на одржавању народног духа у Далмацији (под окриљем римокатоличке цркве) и критикује многе бискупе у Далмацији који и за више деценија бискупвоања нису научили илирски језик.
Змајевићевим средствима финасиране су бројне градње и доградње у Задру и околини. Као приврженик култа Богородице, задарски је надбискуп 1725. дао направити капелу за икону Блажа Јурјева Трогиранина у задарској цркви госпе од Здравља (Госпа од Каптела), мјесту његовог будућег маузолеја. У истој је цркви дао подићи и олтаре посвећене св. филипу Нерију и св. Фрањи Асишком. Дана 17. јуна 1736. године спомиње се да је то популарно задарско светиште придружено с лоретском базиликом. Обновио је и цркву св. Доната и довршио 1718. садашњи главни олтар у цркви св. Кршевана. Заједници арбанашких усељеника сопственим је новчаним средствима помогао да у Borgo Erizzo Арнанаси подигну светиште Госпе Лоретске.

## Политичар, писац и мецена
Као извршитељ тадашње политике римске курије у југоисточној Европи, Замјевић је одржавао богате везе с истакнутим особама свога доба. Од дјела му се истиче арбанашка редакција црквеног сабора у Мркињу поред Љеша, дјело важно за упознавање тадашњих друштвених прилика на арбанашком подручју. Змајевићеве богословске (углавном догматске) расправе одају врсног познаваоца латинског и италијанског језика, личност широког образовања и културних интереса. Писао је и поезију, Corona poetica, збирка пјесама на латинском језику објављена у Риму 1694. под насловом Musarum Chorus ad laudem Antonii Zeni.
Змајевић је за живота био и мецена више књижевника и умјетника. Залагао се и вјероватно новчано помагао штампање пјесничког дјела Дубровчанина Игњата Ђурђевића - УздасиМандаљене покорнице (Венеција, 1728), које је и посвећено задарском надбискупу. Своје дјело (Писна од пакла, Млеци, 1727) Змајевићу посвећује и фрањевачки писац Ловро Шитовић. Оба су дјела забиљежена и у личној надбискуповој књижници у задарској надбискупији (према његовом личном инвентару из 1745. године). Бројна, још увијек недовољно проучена рукописна оставштина Вицка Змајевића разасута је у многим архивима и књижницама Венеције, Рима, Ватикана, Пераста, Котора, Задра и другдје. Винко Краљевић је 2015. објавио многа његова писма у оригиналу (Изабрана дјела надбиксупа Вицка Змајевића) која је превео у форми препричавања. При томе је често илирско име мијењао хрватским, а српско занемаривао. Иако Вицко Змајевић зна за Хрвате он их није налазио ни у Боки ни у Далмацији (Задру) нити је себе сматрао Хрватом, како га сада великохрватски националисти, постхумно хрватизирају. Он православне зове Србима и разним погрдним именима (шизматици и сл.) а католике илирског језика зове Латинима, Далматиницима и сл. Никада своје католике не назива ни Србима ни Хрватима. То доказује да би при преласку у римокатолицизам замирала српска народна свијест, а често је пријетило и да се асимилују у романизам. Змајевићи су старином из Старе Црне Цоре (Његуши, село Врба)  , а доласком у Пераст су се покатоличили као и бројни други досељеници у Боку.
Проучавање његовог живота и дјела, важног како за историју Боке которске и Задра, тако и других народа европског југоистока (посебно покатоличених Срба - Шестана), још увијек је актуелно и потребује цјеловиту монографију.
Умро је у 75. години живота не доживјевши отварање глагољске богословије у Задру, за коју се много трудио. Богословија је отворена 1748. године. Био је рођак Андрије Змајевића и рођени брат Матије Змајевића с којим се дописивао и покушавао римокатолички утицај да преко њега прошири и на Русију. Породица Змајевић je дала многе познате личности српске историје.